# Szépa
A Szépa magyar eredetű női név, jelentése: szép.

## Rokon nevek
Szépe: Szépa alakváltozata. Ómagyar női név.

## Gyakorisága
Az 1990-es években nem lehetett anyakönyvezni, a 2000-es években nem szerepel a 100 leggyakoribb női név között.

## Névnapok
- április 12.[6]